# Na Margem do Rio Piedra Eu Sentei e Chorei
Na Margem do Rio Piedra Eu Sentei e Chorei é um livro do escritor brasileiro Paulo Coelho, lançado em 1994.
Numa história de amor estão os mistérios da vida. Pilar e seu companheiro conheceram-se na infância, afastaram-se na adolescência, e - onze anos depois - tornam a se encontrar. Ela, uma mulher que a vida ensinou a ser forte e a não demonstrar seus sentimentos. Ele, um homem capaz de fazer milagres, que busca na religião uma solução para os seus conflitos.
Os dois estão unidos pela vontade de mudar, de seguir os próprios sonhos, de encontrar um caminho diferente. Para isto, é preciso vencer muitos obstáculos interiores: o medo da entrega, a culpa, os preconceitos. Pilar e seu companheiro resolvem viajar até uma pequena aldeia nas montanhas "Saint savin" - e trilhar o difícil caminho de reencontro com suas próprias verdades.